# Jungfru Maria (film)
Jungfru Maria är en brittisk biografisk och historisk dramafilm från 2024. Filmen är regisserad av D.J. Caruso efter ett manus skrivet av Timothy Michael Hayes. Filmen hade premiär på Netflix den 6 december 2024.

## Handling
Filmen kretsar kring jungfru Maria, som blir utstött efter en mirakulös befruktning och tvingas fly när Herodes maktbegär sätter igång en mordisk jakt på det nyfödda barnet.

## Rollista (i urval)
- Noa Cohen - Jungfru Maria
  - Mila Harris - Maria, som ung
- Ido Tako - Josef från Nasaret
- Anthony Hopkins - kung Herodes
- Stephanie Nur - Salome
- Susan Brown - Anna
- Ori Pfeffer
- Eamon Farren - Satan
- Hilla Vidor
- Mili Avital
- Gudmundur Thorvaldsson
- Dudley O'Shaughnessy - Gabriel
- Soufiane El Khalidy - Frustrated Pilgrim